# 死の都

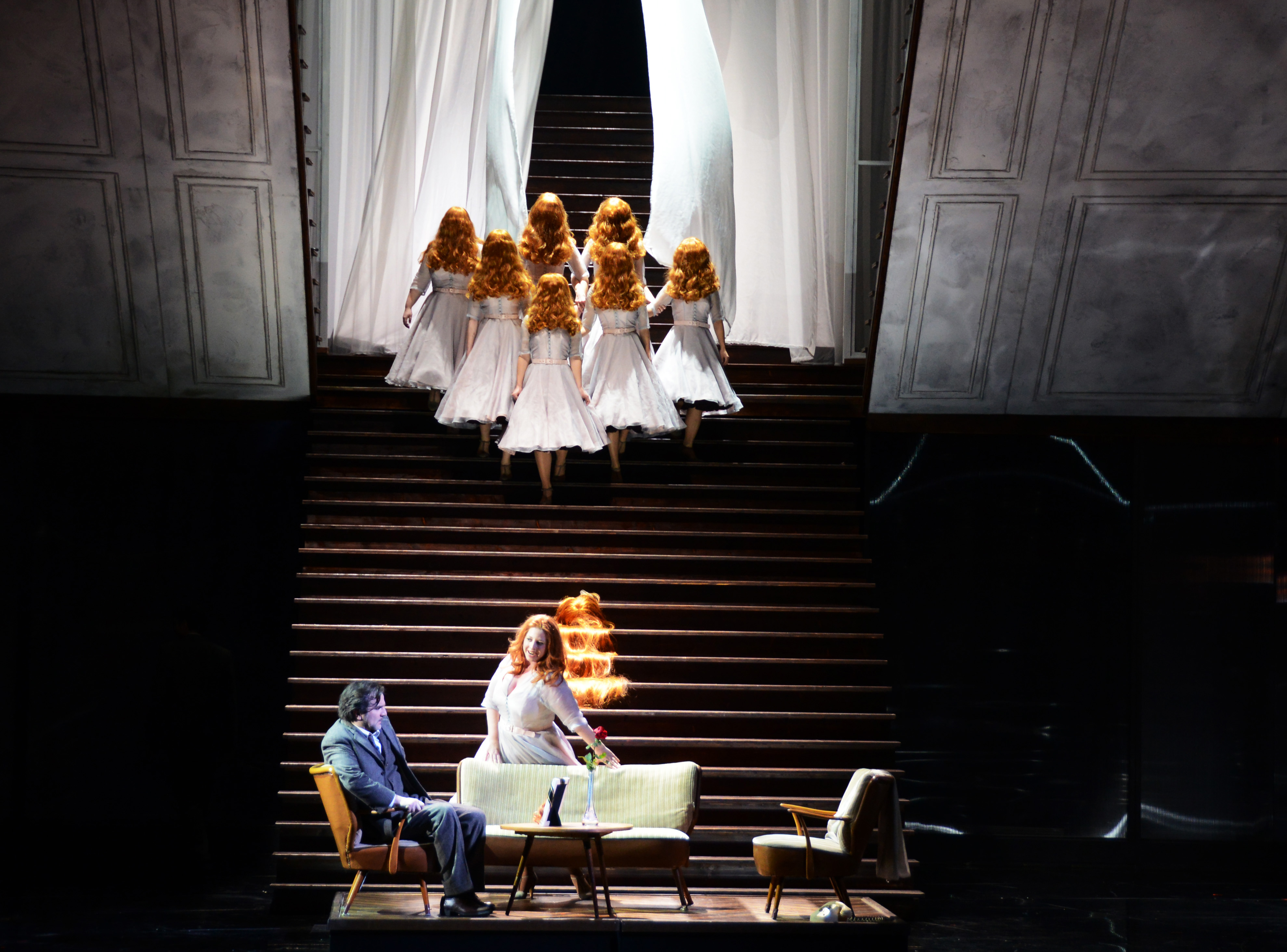
《死の都》（2015年 グラーツオペラ座）

《死の都》（しのみやこ、独語：Die tote Stadt）は、エーリヒ・ヴォルフガング・コルンゴルトの作曲による3幕のオペラ。
作品は、ベルギー象徴主義の詩人ジョルジュ・ローデンバックが、自作の小説『死都ブリュージュ』（仏語：Bruges-la-Morte）を改作した戯曲『幻影』に基づく。本項目ではこの原作小説についても言及する。

## 経緯
《死の都》が1920年12月4日に初演された時点でコルンゴルトは23歳だったが、既に2つの1幕オペラ、《ヴィオランタ》と《ポリュクラテスの指環》を成功させ、新進オペラ作曲家としての名を広めていた。この2作が大成功に終わったために、《死の都》の初演権を巡ってドイツの劇場の間で熾烈な争いが繰り広げられた。
結局前例の無いことに、ケルンにおけるオットー・クレンペラー指揮による初演と、ハンブルクにおけるエゴン・ポラータ指揮による初演が同時に行われることとなった。
「喪失感の克服」という《死の都》のテーマは、第1次世界大戦で大きな痛手を負った当時の聴衆に共感をもって迎え入れられ、このオペラの人気に火をつけた。《死の都》は1920年代で最大のヒット作の一つとなり、初演から2年のうちにウィーンでは60回以上も上演され、ハンス・クナッパーツブッシュによるミュンヘン上演、ジョージ・セルによるベルリン上演などで隣国ドイツにも受け入れられ、さらに海を渡ったニューヨークのメトロポリタン歌劇場においても数回の上演が行われた。
しかし、ナチス政権の台頭を迎えると、コルンゴルトがユダヤ系であることを理由に彼の作品は上演を禁じられ、コルンゴルト本人もアメリカへの亡命を余儀なくされる。その結果、彼自身やその作品もろともこのオペラの存在が忘れられていった。
第二次大戦中に映画音楽を作曲して糊口をしのいでいたコルンゴルトは、1949年のウィーンへの一時帰国の際にこのオペラの復活上演を試みるが失敗し、死の二年前にあたる1955年にようやくミュンヘンでの蘇演を実現した。没後、コルンゴルト作品の再評価が進む中でこのオペラの注目も高まり、1975年のニューヨーク・シティ・オペラによる復活上演と、エーリヒ・ラインスドルフ指揮ミュンヘン放送管弦楽団による全曲盤発売などで、20世紀を代表するオペラという評価を確立した。
日本においては、まず1996年9月8日に井上道義の指揮する京都市交響楽団が京都コンサートホールにおいてコンサートオペラ形式（ホールオペラ形式）で初演。舞台初演は2014年3月8日に沼尻竜典の指揮、栗山昌良の演出でびわ湖ホールにおいて行われた。

## 楽曲
コルンゴルトの楽曲は艶やかで美しく、どことなくリヒャルト・シュトラウスとジャコモ・プッチーニの作曲様式を折衷したものとなっている。つまりシュトラウス風の巨大な管弦楽法を操る一方で、本作には華やかで覚えやすい「プッチーニ風」の甘い旋律がふんだんに盛り込まれているのである（ちなみに両者ともコルンゴルトの少年時代から青年時代にかけての支持者であった）。
本作の中で最も有名なアリアは、「マリエッタの唄」という俗称で知られる「私に残された幸せは "Glück, das mir verblieb" 」と、「ピエロの唄」と呼ばれる「私の憧れ、私の幻はよみがえる“Mein sehnen, mein wähnen”」の二つである。「マリエッタの唄」は、オペラではソプラノとテノールのデュエットとして作曲されているが、しばしば演奏会や録音では、ソプラノ独唱で歌われる。一方の「ピエロの唄」は、バリトン独唱のために作曲されている。
全体として楽曲はつねに質が高く、水準においてはリヒャルト・シュトラウスの楽劇と肩を並べている。本作が顧みられていない現状の理由は二つある。一つはナチス時代にコルンゴルトの作品が葬り去られてから、なかなか名誉回復が進んでいないこと。もうひとつは、主役の二人であるパウルとマリエッタに、極めて高い技術が要求されていることである。
パウル役に挑もうとするテノール歌手は、2時間あまりほぼずっと舞台に留まり、ワーグナーの楽劇のような、巨大なオーケストラを圧倒しながら歌い続けるだけの体力が要求される。しかし、《死の都》のパウルはそれに加えて高音域を要求されるため、配役が非常に難しい。難度の高いマリエッタ役のテッシトゥーラは、リヒャルト・シュトラウスの楽劇《影のない女》の王妃役を歌いこなすようなソプラノでなければ、おそらく乗り切ることはできないであろう。
なお、「ピエロの唄」は、インストゥルメンタル版がNHK-FM「オペラ・ファンタスティカ」のエンディングテーマに使われている。

## 編成
ピッコロ1（第3フルート持ち替え）、フルート2（第2奏者は第2ピッコロ持ち替え）、オーボエ2、コーラングレ1、クラリネット（A管およびB♭管）2、バスクラリネット1、ファゴット2、コントラファゴット1、ホルン4、トランペット3、バストランペット、トロンボーン3、チューバ、マンドリン、ハープ2、チェレスタ、ピアノ、ハルモニウム、ティンパニ4、グロッケンシュピール、鉄琴、トライアングル、タンブリン、ラチェット、小太鼓、大太鼓、スタンドシンバル、シンバル、銅鑼、弦楽五部。
舞台上では次の楽器が使われる。
オルガン、トランペット2、トライアングル、タンブリン、小太鼓・大太鼓、シンバル、チューブラーベル、ウィンドマシーン、トランペット2、トロンボーン2

## 劇
台本は、作曲者自身とその父ユリウスがパウル・ショット（Paul Schott）という変名で執筆した。これは、音楽評論家として知られたユリウスの名前を出すと、作品の評価に影響が出ると考えてのことで、「パウル」はオペラの主人公、「ショット」は楽譜を出版したショット社から採られている。この事実は、1975年のニューヨーク公演まで明らかにされていなかった。
《死の都》の筋書きは、ジョルジュ・ローデンバックの小説『死都ブリュージュ』から自由に翻案されている。原作からの変更点は、登場人物の名前など多々あるが、中でも目を見張るのは作品の結末を変更したことである。原作は亡き妻に生き写しの娘を絞め殺す陰惨な物語であるが、《死の都》では殺人までの成り行きを主人公による幻想とし、むしろ前向きな物語に変更している。
なお、劇のラストにはさまざまな解釈があり、例えば1983年にベルリン・ドイツオペラで上演されたゲッツ・フリードリヒ演出では、ジェームス・キング扮するパウルが「生きる者は現世で死者と出会うことは二度とできない」と悟った後「マリエッタの唄」を口ずさむが、そこでブリュージュを捨てようと決心するのではなく、ピストル自殺を図ろうとする場面で幕切れとなる。

### 登場人物
主役
- パウル（テノール）
- マリー／マリエッタ（一人二役、ソプラノ）
- フランク（バリトン）
- ブリギッタ（メゾソプラノ）
- フリッツ／ピエロ（一人二役、バリトン）

脇役
- ガストーネ／ヴィクトリン（テノール）
- ユリエッテ（ソプラノ）
- リュシエンヌ（ソプラノ）

### あらすじ
第1幕：19世紀末のブリュージュ（ブルッヘ）。主役のパウルは若い中産階級の男で、妻マリーの死という現実を甘受することができずにいる。妻を偲んで自宅に「なごりの部屋」と呼ばれる一室を構えたパウルは、そこにマリーの形見である肖像画や写真、一束の遺髪といったものを陳列している。パウルの友人フランクがパウルの住まいに立ち寄り、生きることへの執着を説くが、パウルはマリーが「まだ生きている」と言い張り、ブリュージュの街路でマリーに出逢い、彼女を自宅に招いたのだと熱っぽく語る。
間もなく、若くて美しく、そして亡きマリーに生き写しの踊り子マリエッタがパウルの家を訪れる。パウルは彼女のことをマリーと呼びかけて、彼女に訂正される。そういったパウルの奇妙な言動にマリエッタはうんざりしながらも、自分に興味を持ってもらおうとして、魅惑的に歌ったり踊ったりするが（マリエッタの唄）、そのうちにマリーの肖像画を見つけ、自分がマリーの代わりにされているのだと悟って家を出て行く。
亡き妻への忠誠心とマリエッタへの興味に引き裂かれるパウル、椅子に倒れ込むなり彼の目の前に幻覚が展開する。マリーの肖像画から彼女の亡霊が歩み出て、自分のことを忘れないでくれと催促するが、その後マリーの幻影はマリエッタに姿を変えて、パウルに自分自身を見失わずに、自分の生き方を続けるようにと説く。
第2幕は、パウルが抱く幻想の余韻で幕を開ける。舞台は変わって水路の巡らされたブリュージュの街となる。マリエッタの家の前を徘徊するパウル。そんな様子に家政婦のブリギッタは辟易し、修道女となってパウルを咎める。やがてフランクが現れるが、彼もまたマリエッタの虜となっていた。彼女に受け入れられた証としてフランクが示したマリエッタの家の鍵を、パウルは力ずくで奪い取った。
やがてマリエッタが舞台仲間たちと一緒に船に乗って現れる。彼らはパウルのことを皮肉ったりしてはしゃいでいる（ピエロの唄）。やがて彼らがマイアベーアの『悪魔のロベール』の稽古をしようとすると、マリーの清楚なイメージをマリエッタに重ねているパウルは、不埒な娘を演じようとするマリエッタを諌める。パウルを囃し立てる舞台俳優たち、しかしマリエッタは彼と彼女との問題であると言い張って二人きりにさせる。マリーの幻影を打ち砕く事に執念を燃やすマリエッタ、ついにパウルは彼女の誘惑に負け、彼女と一夜を共にすることになる。
第3幕では、舞台は再び自宅へと戻る。勝ち誇った様子のマリエッタ、だがパウルは先妻への思いから自分を恥じ入るようになり、外を行く聖職者の行列さえ自分を非難しているように感じている。その様子に業を煮やしたマリエッタは、パウルの目をさまそうとマリーの遺髪を引っ張り出してもてあそぶ。激嵩したパウルは遺髪の束を奪い返すと、その遺髪でマリエッタを絞め殺してしまう。我に返ったパウルは、マリエッタの亡骸にすがりながら「これで彼女もマリーそっくりになった」と漏らす。
パウルがふと目を覚ますと、マリエッタの姿がどこにも見当たらないことに驚く。程なくして家政婦ブリギッタが「お客様がお忘れ物の傘を取りに戻られました」と告げる。彼は今までずっと幻を見ていたのだ。パウルはブリュージュを去ることを決意し、友人フランクの傍ら、マリーの形見のある我が家を離れて、新しい暮らしに思いを馳せるのであった。

## マリエッタの唄
マリエッタの唄（Glück das mir verblieb）は、第1幕でパウルの望みに応えてマリエッタが歌う曲で、本来の名称は「私に残された幸せ」である。
歌詞は、恋の喜びを物語っているが、一抹の哀しみも感じさせる。というのも、この歌は生の果敢無さが主題でもあるからである。浮世において変わることのない愛の力を賛美する節において、マリエッタとパウルの声が結び付く。
独唱曲としては、リリコ・スピントを音域とするソプラノ歌手のレパートリーとして歌われることが多い。

### 商業的利用
アリア《マリエッタの唄》は、以下の映画に利用されている。
- ラ・パロマ（1974年、ダニエル・シュミット監督）
- アリア（1987年、ブルース・ベレスフォード監督）
- ニューヨークの奴隷たち（1989年、ジェームズ・アイヴォリー監督）
- ビッグ・リボウスキ（1998年、コーエン兄弟監督）
- 25年目の弦楽四重奏（2012年、ヤーロン・ジルバーマン監督）

## 死都ブリュージュ
死都ブリュージュ（しと - ）は、ジョルジュ・ローデンバックによる小説であり、彼の代表作である。『死の都』の原作としても知られるため、本項目で触れることにする。
港湾施設の機能が失われたことなどによって、衰退期にあったブリュージュ（ブルッヘ）を舞台としている。この作品の特色は、ブリュージュという都市自体を作品の「主人公」に据えたことにあり、ローデンバック自身もはしがきでその旨を述べている。
オペラ化の際に、ユーグはパウルに、亡き妻（戯曲では「ジュヌヴィエーヴ」の名があった）はマリーに、ジャーヌはマリエッタに名称が変更されている。

### あらすじ
かつてユーグ・ヴィアーヌは、美しく、かけがえのない妻を失った。彼は悲しみに暮れ、その喪に服するあまり、死の雰囲気を湛えたこのブリュージュに移り住んで来たのだった。それからもう5年が経とうとしていた。客間には妻の肖像や遺品を並べ、ガラスケースの中には束ねられた遺髪をかざって、その面影が色あせないように常に気を使っていた。
ある時、街で亡き妻と瓜二つのジャーヌという女性を見つける。神の与えたもうた奇跡とばかりに、ユーグはジャーヌに夢中になる。しかし、交際を深めるうちに、亡き妻には無かったジャーヌの醜い性格と、情欲に溺れて行く自分に苦悩するようになる。高名な「聖血の行列」の日、ユーグはジャーヌの執拗な求めを受け入れ彼女を家に入れるが、遺品をもてあそび、妻を冒涜するジャーヌにユーグは激昂し、ジャーヌが首に巻き付けていた遺髪を取り返そうとして、誤ってジャーヌを絞め殺してしまう。ユーグは肘掛け椅子に身をうずめ、ブリュージュの街に鳴り響く鐘の中で、「死んだ……死んでしまった……死の都ブリュージュ」と、ひとりごつのだった。